# Ян Лещинський
Я́н Лещи́нський (пол. Jan Leszczyński; 1603—1678) — державний діяч Речі Посполитої. Представник шляхетського роду Лещинських гербу Венява. Син Андрія Лещинського і Софії Опалінської. Великий канцлер коронний (1666–1678), сенатор. Великий підканцлер коронний (1661–1666), каштелян сремський і гнезненський (1644). Воєвода краківський (1678), познанський (1656–1678) і ленчицький (1653–1656). Староста мальборкський, долинський і корсунський.

## Біографія
Походив з роду Лещинських. Син Анджея Лещинського — воєводи берестейсько-куявского, і його третьої дружини Зофії Опалінської. Зведений брат белзького воєводи Рафала Лєщинського. У 1627—1632 роках навчався у Падуанському університеті (Італія). Під час Національно-визвольної війни у 1649 році перебував з королем Яном ІІ Казимиром під Зборовом. В 1649-51 роках був маршалком королеви.
У 1650-ті роках Ян Лещинський став фахівцем з балтійських справ. Він звертав увагу на важливе значення доступу Польщі до моря, проте, розуміючи слабкість своєї країни, виступав за порозуміння зі Швецією. Лещинський виступав за будь-яке порозуміння з українцями, щоб разом боротися зі шведами. В своїй концепції зовнішньої політики пропонував спочатку замиритися з українськими козаками, потім — Московським царством, зрештою — зі Швецією. З останньою можливо було здійснити це демонстручи потугу, звільнену внаслідок миру з Україною і Москвою.
Часто вів переговори зі Швецією, виступаючи то за мир з нею, то за війну. У 1655 році вів перемовини про мир зі Швецією, але оцінював його можливість скептично. 1656 році долучився до так званої «групи Лещинських» (сюди входили Богуслав Лещинський, Кшиштоф Пац, примас Анджей Лещинський, Єжи Любомирський, гетьман польний литовський Вінцент Госевський), яка відстоювала обрання на трон Речі Посполитої московського царя. Втім Ян Лещинський вже у 1657 році відходить від цієї групи. У 1658 році стає на позиції надання Війську Запорізькому автономії або навіть формальної незалежності при умові фактичної залежності від Речі Посполитої. Того ж року стає одним з активним прихильників ратифікації Гадяцької угоди. 1660 року також був прихильником укладено\ Слободиженської угоди.
Виступав за тісний союз з Бранденбургом. Лещинський належав до найвидатніших сенаторів королівства. Його називали «щирим поляком». Вимагав реформ політичного ладу, проте не виступав за якісь кардинальні зміни, виступав за обмеження «liberum veto», а не повне його скасування.
Доходи його опирались на державлення староств, зокрема, Долівського (чи Долинського з 1654 року), Корсуньського (1659—1667 роки). В 1677 році у Яна Лещинського почався занепад сил. У 1678 році зрікся посади канцлера і залишився лише воєводою краківським.
Одружений був декілька разів, усі дружини були з роду Ходзіского у повіті Ксіньскому. Нащадків в шлюбах не мав.